# Eben Upton
Pour les articles homonymes, voir Upton (homonymie).
 (février 2023).
La mise en forme du texte ne suit pas les recommandations de Wikipédia : il faut le « wikifier ».
Les points d'amélioration suivants sont les cas les plus fréquents. Le détail des points à revoir est peut-être précisé sur la page de discussion.
- Les titres sont pré-formatés par le logiciel. Ils ne sont ni en capitales, ni en gras.
- Le texte ne doit pas être écrit en capitales (les noms de famille non plus), ni en gras, ni en italique, ni en « petit »…
- Le gras n'est utilisé que pour surligner le titre de l'article dans l'introduction, une seule fois.
- L'italique est rarement utilisé : mots en langue étrangère, titres d'œuvres, noms de bateaux, etc.
- Les citations ne sont pas en italique mais en corps de texte normal. Elles sont entourées par des guillemets français : « et ».
- Les listes à puces sont à éviter, des paragraphes rédigés étant largement préférés. Les tableaux sont à réserver à la présentation de données structurées (résultats, etc.).
- Les appels de note de bas de page (petits chiffres en exposant, introduits par l'outil «  Source ») sont à placer entre la fin de phrase et le point final[comme ça].
- Les liens internes (vers d'autres articles de Wikipédia) sont à choisir avec parcimonie. Créez des liens vers des articles approfondissant le sujet. Les termes génériques sans rapport avec le sujet sont à éviter, ainsi que les répétitions de liens vers un même terme.
- Les liens externes sont à placer uniquement dans une section « Liens externes », à la fin de l'article. Ces liens sont à choisir avec parcimonie suivant les règles définies. Si un lien sert de source à l'article, son insertion dans le texte est à faire par les notes de bas de page.
- La présentation des références doit suivre les conventions bibliographiques. Il est recommandé d'utiliser les modèles {{Ouvrage}}, {{Chapitre}}, {{Article}}, {{Lien web}} et/ou {{Bibliographie}}. Le mode d'édition visuel peut mettre en forme automatiquement les références.
- Insérer une infobox (cadre d'informations à droite) n'est pas obligatoire pour parachever la mise en page.

Pour une aide détaillée, merci de consulter Aide:Wikification.
Si vous pensez que ces points ont été résolus, vous pouvez retirer ce bandeau et améliorer la mise en forme d'un autre article.
Eben Christopher Upton, (né le 5 avril 1978) est le PDG gallois de Raspberry Pi (Trading) Ltd., qui gère les activités d'ingénierie et de trading de la Raspberry Pi Foundation,,,. Il est responsable de l'architecture logicielle et matérielle globale de l'appareil Raspberry Pi,,. Il est un ancien directeur technique et architecte ASIC pour Broadcom.

## Vie
Eben Upton est né à Griffithstown près de Pontypool, au Pays de Galles, d'où est originaire sa mère ; son père est le professeur de langue Clive Upton. Il a vécu à Lae en Papouasie-Nouvelle-Guinée entre l'âge de huit semaines et deux ans et demi. Il est ensuite retourné au Royaume-Uni pour passer son enfance à Leeds, Birmingham et Ilkley,.
Upton a obtenu un baccalauréat ès arts en physique et ingénierie en 1999 à l'Université de Cambridge où il était étudiant de premier cycle au St John's College de Cambridge. Il a ensuite obtenu le diplôme de Cambridge en informatique et a obtenu son diplôme en 2001. Après son diplôme, Upton a été étudiant chercheur au Laboratoire d'informatique de l'Université de Cambridge . Après avoir terminé son doctorat, il a obtenu un MBA à la Cambridge Judge Business School tout en travaillant dans l'industrie.
Eben Upton a transféré la production d'ordinateurs Raspberry Pi de Chine au Sony UK Technology Center (Sony UK TEC) à Pencoed, Pays de Galles en 2012, à 15-20 miles de son lieu de naissance,.

## Carrière
Avant de travailler chez Broadcom, Upton était directeur des études en informatique au St John's College de Cambridge, avec la responsabilité des admissions de premier cycle . Au cours de sa carrière universitaire, il a co-écrit des articles   sur les services mobiles.,Interaction homme-machine (IHM), Bluetooth, Graphes de dépendance des données. et Fuel Panics: Insights From Spatial Agent-Based Simulation. Il a été chercheur invité chez Intel Corporation, fondateur et directeur de la technologie chez Ideaworks3D et ingénieur logiciel chez IBM.

## Travaux
Upton a publié des livres dont l'Oxford Rhyming Dictionary avec son père Clive Upton. Avec Gareth Halfacree, il a co-écrit le Raspberry Pi User Guide. Upton est également co-auteur de Learning Computer Architecture with Raspberry Pi avec Jeffrey Duntemann, Ralph Roberts, Tim Mamtora et Ben Everard et Code the Classics - Volume 1.

## Prix et distinctions
Upton a remporté un certain nombre de prix, dont le prix Innovators Under 35 (TR35) du MIT Technology Review en 2012 et la médaille d'argent de la Royal Academy of Engineering.
Upton a été nommé Commandeur de l'Ordre de l'Empire britannique (CBE) lors de l'anniversaire de 2016 pour ses services aux entreprises et à l'éducation.
Il a été nommé Fellow de la Royal Academy of Engineering (FREng) en 2017, et Distinguished Fellow de la British Computer Society (DFBCS) en 2019.
En 2020, Upton a été nommé membre honoraire du St John's College de Cambridge. La même année, il a reçu le prix IEEE Masaru Ibuka Consumer Electronics et a été nommé membre honoraire de l'IET (HonFIET).